# Robert Zajkowski
Robert Zajkowski (ur. 22 listopada 1965) – polski płotkarz, specjalizujący się w biegu na 400 m ppł, mistrz i reprezentant Polski.

## Kariera sportowa
Był zawodnikiem Warszawianki. Na mistrzostwach Polski seniorów zdobył cztery medale, w tym jeden złoty w 1988, jeden srebrny w 1990 i dwa brązowe w 1989 i 1991.
Reprezentował Polskę w finale B Pucharu Europy w 1989 (4. miejsce, z wynikiem 50,46) i 1991 (5. miejsce, z wynikiem 51,19)(.
Rekord życiowy w biegu na 400 m ppł: 50,46 (5.08.1989).